# Julian Calor

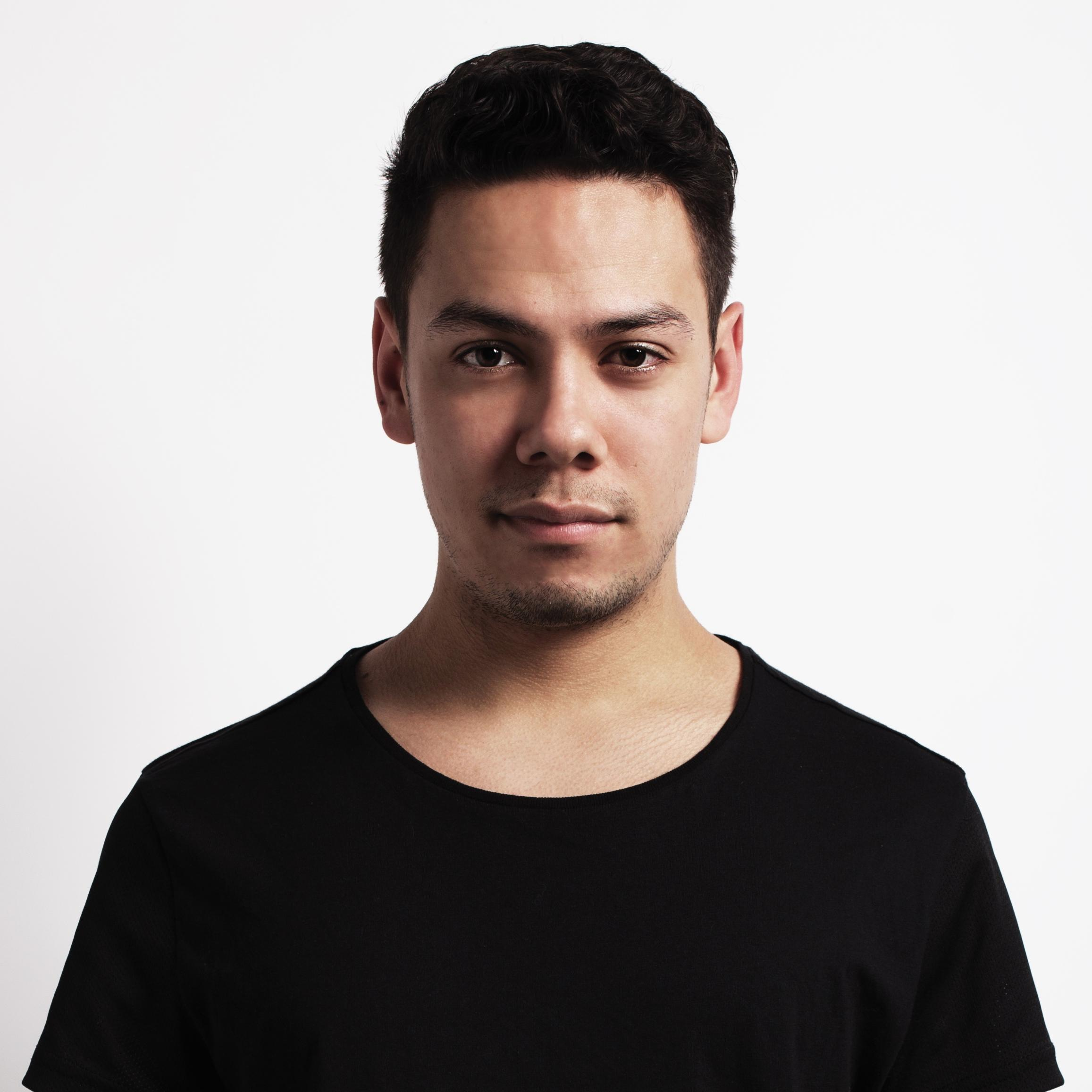
Julian Calor (2016)

Julian Calor (* 29. Juni 1993 in Wageningen) ist ein niederländischer Electro-House- und Big-Room-Produzent und DJ, der unter anderem für seine unverkennbaren Produktionen in dieser Szene bekannt ist. Derzeit ist Calor bei Revealed Recordings unter Vertrag. Erste Erfolge hatte er im Jahr 2014 mit seiner EP Typhoon/Storm.

## Karriere

### Bis 2013: Musikalische Anfänge & erste Erfolge
Calor wurde im Jahr 1993 in Wageningen in den Niederlanden geboren, wo er auch aufwuchs. Er befasste sich früh mit der elektronischen Musik und begann seine eigenen Produktionen im Internet zu veröffentlichen, darunter insbesondere auf den Plattformen YouTube und SoundCloud. Bereits zu Beginn seiner Karriere hatten seine Tracks starken Einfluss von Electro- und Progressive-House. Im Jahr 2012 wurden erstmals bekanntere DJs und Produzenten auf Calor aufmerksam und er erhielt erste Remixaufträge, darunter von Nicky Romero für seinen Song Toulouse und Reload der beiden Schweden Sebastian Ingrosso und Tommy Trash. Die Remixe wurden erste kleine Erfolge und es folgten erste Kollaborationen.
Seine Debüt-Single veröffentlichte Calor am 19. August 2013 mit dem Lied Ambush, das in Zusammenarbeit mit dem niederländischen DJ-Duo Tom & Jame, die eng mit dem ebenfalls niederländischen Produzenten Hardwell in Kontakt stehen, der daraufhin ebenfalls auf ihn aufmerksam wurde, entstand. Ambush erschien jedoch noch nicht über Hardwells „Revealed Recordings“, sondern über das Plattenlabel „Deal-Records“. Des Weiteren folgte über „Wooha“ das Release des Tracks Triumph, den er gemeinsam mit Oliver Heldens aufnahm, dem kurze Zeit später seinen Durchbruch gelang. Triumph konnte den Erfolg des Vorgängers Ambush überbieten und erhielt Support von unter anderem Dada Life, Vinai oder eben Hardwell, der ihn noch im selben Jahr auf seinem Plattenlabel aufnahm.

### 2013–2014: Steigende Präsenz als DJ & Revealed Recordings
Am 18. Oktober 2013 trat er am Amsterdamer Flughafen erstmals auf einem größeren Festival auf. Dieses trug den Titel Hardwell presents Revealed und ist angelehnt an seine Kompilationsreihe mit demselben Titel. Neben Calor und Hardwell spielten dort auch Dannic, Dyro und W&W. Der Auftritt wurde ein Erfolg und noch in derselben Woche veröffentlichte er seine Single Space Dial, mit der er erstmals in die Beatport-Genre-Charts vorrückte und sich dort im oberen viertel Platzierte. Zwei Monate später erschien sein Track Griffin, der im Gegensatz zu seinen Vorgängern etwas seichter zu beschreiben ist, aber ebenfalls an den Erfolg anschließen konnte. Support erhielt er unter anderem von Nicky Romero in seinem „Protocol-Radio“-Podcast. Veröffentlicht wurde das Lied über Armin van Buurens Plattenlabel „Armada Music“.
Am 17. Februar 2014 erschien die Doppelsingle Typhoon/Storm über „Revealed Recordings“, die ihm zum Durchbruch in der EDM-Szene verhalf. Insbesondere mit Typhoon feierte er einen großen Erfolg. Zum einen galt der Stil des Liedes als unverwechselbar, zum anderen konnte er mit dem Track bis auf Platz 9 der Beatport-Charts vorrücken, sowie bis auf Nummer 3 der Progressive-House-Charts. Die EP galt als Ankündigung seines Debüt-Albums, das ein Jahr später folgen sollte. Einen Monat später legte er mit einem Remix zu Sevyn Streeter und Chris Browns I Won’t Stop nach. Auch dieser wurde in zahlreichen Podcasts verwendet und erfreute sich starker Beliebtheit. Einen weiteren Remix produzierte er zu Unless We Forget von Jewelz & Sparks.
Am 26. Juli 2014 trat Julian Calor erstmals beim Tomorrowland Festival in Belgien auf. Neben seinen eigenen Lieder, vertrat er ebenfalls stark die Releases von „Revealed“. Es folgten Auftritte bei Ministry of Sound und dem Creamfields-Festival. Des Weiteren war er als Gast bei der 215ten Folge des „Hardwell-On-Air“-Podcasts, wo er eine Auswahl der Tracks seines Albums vorstellte.

### 2015: DebütalbumEvolve
Im Februar 2015 erschien die erste Vorab-Auskopplung seines Studioalbums Evolve unter dem gleichen Titel. Sie rückte bis in die Top-20 der Beatport-Charts und bis auf den zweiten Platz der Genre-Charts. Auch sie wurde als unverwechselbar beschrieben und entspricht den Synthes, die er auch in seinen letzten Tracks verwendete. Auf YouTube erhielt der Track, obwohl kein Musikvideo erschien mehrere hunderttausende Klicks. Einen Monat später veröffentlichte er die zweite und letzte Vorab-Single. Sie trug den Titel Cell. Calor erhielt immer mehr Lob und wurde als Newcomer des Jahres im Bereich des Electro- und Progressive-House betitelt.
Am 1. Mai 2015 erschien letztlich sein Debüt-Album Evolve, das ein Erfolg wurde. Es erreichte unter anderem Platz fünf in den niederländischen Dance/House Charts sowie Platz acht der Beatport-gesamt- und den ersten Platz der Beatport-Genre-Charts. Die auf „Revealed“ einzeln hochgeladenen Lieder erhielten allesamt mehrere hunderttausend Klicks und der Stil im Allgemeinen erhielt sehr positive Kritik. Insbesondere die Tracks Another Template und Signs erhielten Support und verbreiteten sich schnell im Internet. Zum Zeitpunkt der Veröffentlichung war er damit abgesehen von Hardwell selber das einzige „Revealed“ Mitglied, das ein Solo-Album veröffentlicht hatte. Des Weiteren wurden zu seinen Liedern zahlreiche Remakes produziert. Am 25. Juli 2015 war er ein zweites Mal beim Tomorrowland zu sehen.

### Seit 2016: INVLV-Projekt
2016 fuhr er mit seinem persönlichen Stil fort und veröffentlichte eine Reihe an Solo-Singles sowie eine Kollaboration mit Produzenten Manse auf „Revealed“. Parallel startete er das INVLV-Projekt. Bei diesem arbeitet er mit dem niederländischen Designer Sander Overmeer zusammen. So gestaltet dieser visuell Arbeiten und Calor produziert Musik basierend auf diesen Gestaltungen. Inspiriert wurde er dabei von der Art, wie Hans Zimmer und Trent Reznor Musik zu visuellen Impressionen schreiben. Fans hatten daraufhin die Möglichkeit, zwischen zwei Entwürfen zu wählen und so zu entscheiden, welcher Song fertig gestellt wird und welcher nicht. Das Projekt ist derzeit noch nicht abgeschlossen (Stand 12. Juni 2017). Musikalisch stellt das Projekt eine große Weiterentwicklung dar, da Calor vor allem mit den Genres Future-Bass und Trap experimentiert und sich so von seinem in Evolve etablierten Progressive House und Electro House Stil distanziert.

## Diskografie

### Alben
- 2015: Evolve

### Singles
2013:
- Ambush (mit Tom & Jame)
- Triumph (mit Oliver Heldens)
- Space Dial
- Griffin

2014:
- Storm
- Typhoon

2015:
- Imperial
- Evolve
- Cell
- Power

2016:
- Revive
- Liberation
- Particles
- I Choose You
- Kaguya
- Desperation
- Fly
- Stranger
- We All Need a Friend
- Ready for You
- Whalphin
- Make Me Feel
- Chamber
- You’re Welcome
- Atlas (mit Manse)
- Totoro (Path Of The Wind)
- Rain

2017:
- Restore
- Cell (2017 Trap Reboot)
- Freedom
- Make Me Believe
- Arrived In Paradise
- Lose Your Mind
- Night Shade
- Phat Fail
- Witchcraft

2018:
- Run Away
- Charge Me Up
- If Only
- You Can Have The World
- Spirited Away (One Summer's Day)
- Back To Reality
- Space Flute

2019:
- Love's Not Fading
- You Might Get Lost
- One
- Adventures

2020:
- Silence (ft. Trove)

### Remixe
- 2013: Watch Out for This (Major Lazer)
- 2014: It Won’t Stop (Sevyn Streeter feat. Chris Brown)
- 2014: Unless We Forget (Jewelz & Sparks feat. Quilla)
- 2016: Faded (Alan Walker)